# Wolf Eiermann
Frank Wolf Eiermann (* 1960 in Schwäbisch Hall) ist ein deutscher Kunsthistoriker und Museumsleiter.

## Leben und Werk
Nach dem Abitur 1980 in Stuttgart studierte Eiermann von 1982 bis 1986 Rechts- und Wirtschaftswissenschaften an der Universität Bayreuth. 1986 wechselte er zu einem Studium der Kunstgeschichte sowie der Klassischen und Christlichen Archäologie an die Universität Erlangen. Anschließend war Eiermann von 1992 bis 1995 Wissenschaftlicher Mitarbeiter am Lehrstuhl von Bernhard Rupprecht am Erlanger Institut für Kunstgeschichte. Seine 1992 abgeschlossene Magisterarbeit beschäftigte sich mit der „Nürnberger Mahleracademie im Barock“. 1995 wurde er über ein Thema zum Bauprogramm fränkischer Residenzen bei Rupprecht magna cum laude promoviert.
Von 1996 bis 1998 war Eiermann in der Privatwirtschaft tätig, bevor er 1999 als Kunsthistoriker an die Staatsgalerie Stuttgart wechselte. Als verantwortlicher Kurator betreute er die Kunstarchive des Museums, darunter das Archiv Oskar Schlemmer, das Archiv der Adolf Hölzel-Stiftung, sowie die Sammlung Domberger. Darüber hinaus war er Baureferent der Staatsgalerie sowie für die ehrenamtliche Museumsarbeit zuständig.
2015 wurde er zum Direktor des Museums Georg Schäfer in Schweinfurt berufen. Eiermann initiiert und kuratiert viele Ausstellungen selbst. Am 11. Dezember 2018 wurde er zum Honorarprofessor an der Universität Würzburg bestellt, wo er seither regelmäßig Lehrveranstaltungen durchführt. Zur Kunst des 17. bis 20. Jahrhunderts veröffentlichte er 74 Druckpublikationen mit eigenen Beiträgen in Erstauflage, davon 6 Publikationen in Übersetzungen. Dazu treten Fernsehauftritte und Onlinefilme.

## Schriften
- Farbharmonie als Ziel - Adolf Hölzel auf dem Weg zum Ungegenständlichen, Ausst. Kat. Museum Georg Schäfer, 2019
- Egon Schiele. Freiheit des Ich, Ausst. Kat. Museum Georg Schäfer, 2018
- Prachtvoll illuminirt, Das Handkolorit in der Druckgraphik (1493-1870), Ausst. Kat. Museum Georg Schäfer, 2018
- Lockruf der Décadence, Deutsche Malerei und Bohéme 1830-1920, Ausst. Kat. Museum Georg Schäfer, 2016
- Als wie der Tau noch auf den Feldern ligt - Joachim von Sandrart und die Kunst der deutschen und niederländischen Italianisanten, in: Mitteilungen der Gesellschaft für vergleichende Kunstforschung in Wien, Nr. 3, 2011
- Württemberg - Maler entdecken Land und Leute 1750-1900, Ausst. Kat. Staatsgalerie Stuttgart, 2001
- Die Drahtseilkünstlerin Germania: 100 deutsche Karikaturen, Vorzeichnungen und Druckgraphik. Stadt Schweinfurt Museum Georg Schäfer, 2015 ISBN 978-3-943017-10-6
- Willem van Bemmel (1630 - 1708) ; Monografie mit kritischem Werkverzeichnis der Gemälde, Imhof, Petersberg, 2007 ISBN 978-3-86568-145-4
- Das unbekannte Altbekannte: Künstler sehen das historische Zabergäu; Gemälde und Grafik 16. – 19. Jahrhundert. Verein Kunst im Flüchttor, Brackenheim, 2004
- (mit Helmut Mojem): Württemberg, Maler entdecken Land und Leute 1750–1900, Theiss, Stuttgart, 2001 ISBN 978-3-8062-1673-8